# Boraja (hora)
Boraja (675 m n. m.) je nejvyšší hora stejnojmenného vápencového pohoří ve střední části chorvatské Dalmácie. Nachází se mezi vesnicemi Boraja a Blizna Gornja na území Šibenicko-kninské župy asi 13 km severovýchodně od města Rogoznica a 20 km jihovýchodně od města Šibenik. Leží v protáhlém hřbetu, který na západě začíná na břehu Jaderského moře a na východě navazuje na pohoří Vilaja. Boraja na západě sousedí s vrcholem Kurlje (641 m) a na východě s vrcholem Grad (642 m).